# Великолепетиська селищна територіальна громада
Великолепетиська селищна територіальна громада — територіальна громада в Україні, у Каховському районі Херсонської області з адміністративним центром у селищі Велика Лепетиха.

## Загальна інформація
Площа території — 630,5 км², населення громади — 11 755 осіб (2020 р.).

## Населені пункти
До складу громади увійшли селище Велика Лепетиха, села Дмитрівка, Катеринівка, Козацька Слобода, Костянтинівка, Мала Лепетиха, Сергіївка та Середнє.

## Історія
Створена у 2020 році, відповідно до розпорядження Кабінету Міністрів України № 726-р від 12 червня 2020 року «Про визначення адміністративних центрів та затвердження територій територіальних громад Херсонської області», шляхом об'єднання територій та населених пунктів Великолепетиської селищної, Катеринівської, Князе-Григорівської та Малолепетиської сільських рад Великолепетиського району Херсонської області.